# Teorema de la pelota de tenis

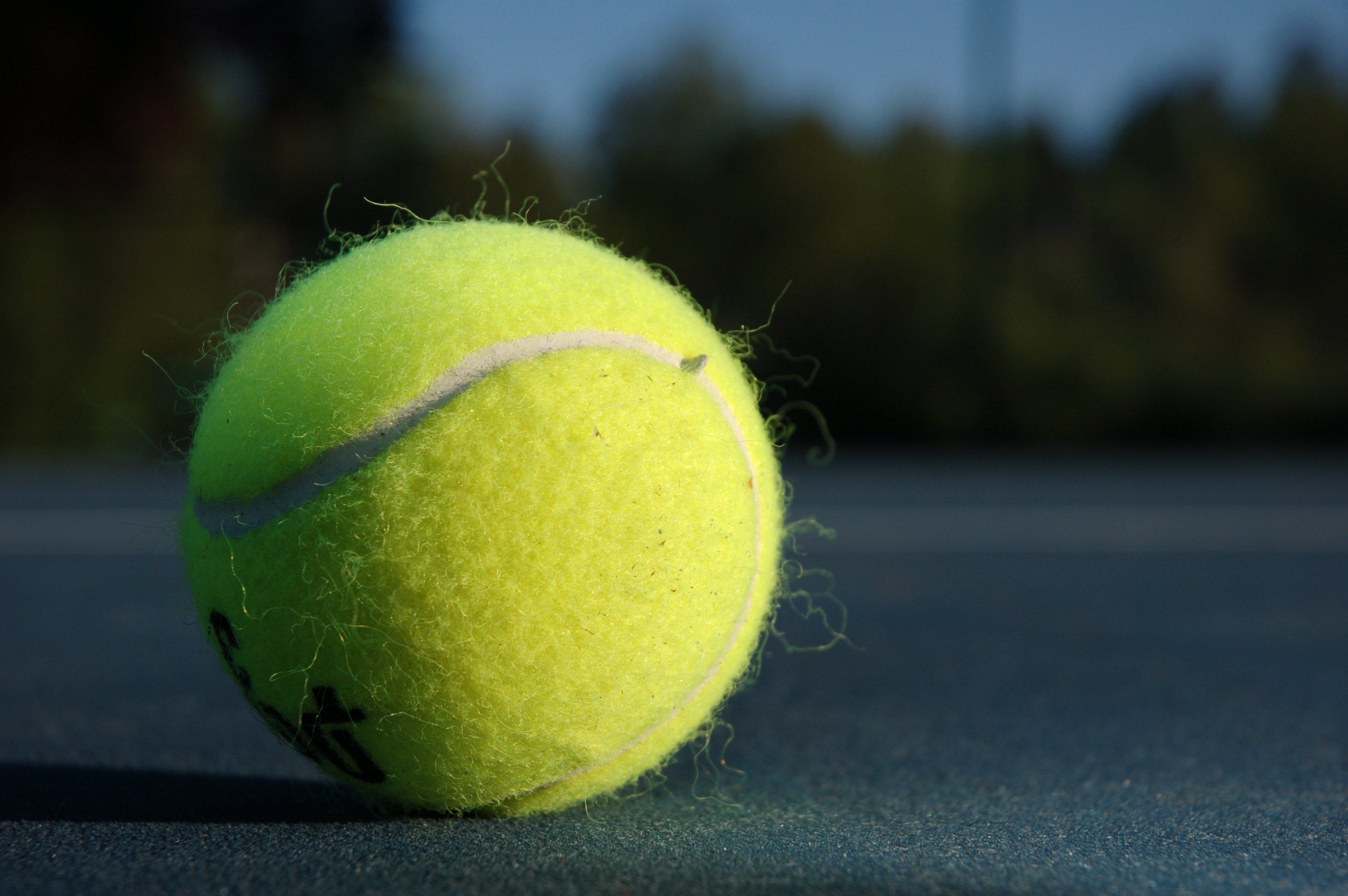
Una pelota de tenis

En geometría, el teorema de la pelota de tenis establece que cualquier función continuamente diferenciable en la superficie de una esfera que la divide en dos zonas de igual área sin tocarse o cruzarse, debe tener al menos cuatro puntos de inflexión, puntos en los que la curva no gira localmente a un solo lado de su recta tangente.
El teorema de la pelota de tenis fue publicado por primera vez con este nombre por Vladímir Arnold en 1994. A menudo se la atribuye a Arnold, pero un resultado estrechamente relacionado aparece anteriormente en un documento de 1968 de Beniamino Segre, y el teorema de la pelota de tenis es un caso especial del teorema expuesto en un artículo de 1977 de Joel L. Weiner. El nombre del teorema proviene de la forma estándar de una pelota de tenis, cuya costura forma una curva que cumple las condiciones del teorema; el mismo tipo de curva también se utiliza para las costuras en las bolas de béisbol.

## Enunciado
Precisamente, un punto de inflexión de una curva doblemente diferenciable ({\displaystyle C^{2}}) en la superficie de una esfera es un punto {\displaystyle p} con la siguiente propiedad: sea {\displaystyle I} el componente conexo que contiene {\displaystyle p}, resultado de la intersección de la curva dada con su círculo máximo tangente en {\displaystyle p} (para la mayoría de las curvas, el conjunto {\displaystyle I} solo contendrá a {\displaystyle p}, pero también podría ser un arco de círculo máximo). Entonces, para que {\displaystyle p} sea un punto de inflexión, cada entorno de {\displaystyle I} debe contener puntos de la curva que pertenecen a ambos hemisferios separados por este círculo máximo.
El teorema establece que cada curva {\displaystyle C^{2}} que divide la esfera en dos componentes de área igual tiene al menos cuatro puntos de inflexión definidos de esta manera.

## Ejemplos
La pelota de tenis y las costuras de béisbol se pueden modelar matemáticamente mediante una curva hecha de cuatro arcos semicirculares, con exactamente cuatro puntos de inflexión donde se juntan los pares de estos arcos.
Un círculo máximo también biseca la superficie de la esfera, y tiene infinitos puntos de inflexión, uno en cada punto de la curva. Sin embargo, la condición de que la curva divida el área de la superficie de la esfera por igual es una parte necesaria del teorema. Otras curvas que no dividen el área por igual, como los círculos que no son círculos máximos, pueden no tener puntos de inflexión en absoluto.

## Prueba por acortamiento de la curva
Una prueba del teorema de la pelota de tenis es utilizar el procedimiento de la contracción de una curva, un proceso para mover continuamente los puntos de la curva hacia sus centros de curvatura local. Se puede demostrar que la aplicación de este acortamiento a la curva dada preserva la diferenciabilidad y la propiedad de dividir en dos mitades iguales el área de la curva. Además, a medida que la curva se acorta, su número de puntos de inflexión nunca aumenta. Este flujo finalmente hace que la curva se transforme en un círculo máximo, y la convergencia a este círculo puede ser aproximada por una serie de Fourier. Debido a que el acortamiento de la curva no cambia ningún otro círculo máximo, el primer término de esta serie es cero, y si este hecho se combina con el teorema de Sturm sobre el número de ceros de la serie de Fourier, se demuestra que a medida que la curva se acerca a este círculo máximo, tiene al menos cuatro puntos de inflexión. Por lo tanto, la curva original también tiene al menos cuatro puntos de inflexión.

## Teoremas relacionados
Una generalización del teorema de la pelota de tenis se aplica a cualquier curva suave y simple en la esfera que no esté contenida en un hemisferio cerrado. Al igual que en el teorema de la pelota de tenis original, dichas curvas deben tener al menos cuatro puntos de inflexión. Si una curva en una esfera posee simetría central, debe tener al menos seis puntos de inflexión.
Un teorema estrechamente relacionado de Segre (1968) también se refiere a curvas esféricas cerradas simples. Si, para una de estas curvas, {\displaystyle o} es un punto de un tramo convexo de una curva suave sobre una esfera que no es un vértice de la curva, entonces al menos cuatro puntos de la curva poseen un plano osculador que pasa por {\displaystyle o}. En particular, para una curva no contenida en un hemisferio, este teorema se puede aplicar con {\displaystyle o} en el centro de la esfera. Cada punto de inflexión de una curva esférica tiene un plano de osculación que pasa a través del centro de la esfera, pero esto también podría ser cierto para algunos otros puntos.
Este teorema es análogo al teorema de los cuatro vértices, dado que cada curva de Jordan suave en el plano tiene cuatro vértices (puntos extremos de curvatura). También es análogo a un teorema de August Möbius, en el que se afirma que cada curva suave no contraíble en el plano proyectivo tiene al menos tres puntos de inflexión.